# Головченко, Игорь Борисович
Игорь Борисович Головченко (25 мая 1960, Полтава — 7 апреля 2012, Киев) — Народный депутат Украины 6-го созыва (от Блока Литвина, № 19 в списке).

## Биография
Родился 25 мая 1960 года в городе Полтава, Украина. В 1984 году окончил Киевский университет имени Т.Г. Шевченко, философский факультет, философ, преподаватель философских дисциплин; в 1990 году — аспирантуру Института философии АНУ; Международный институт менеджмента, магистр делового администрирования.
С июня 1985 по ноябрь 1987 года — преподаватель кафедры философии Полтавского кооперативного института.
В 1987-1990 годах — аспирант Института философии АНУ.
В 1990-1994 годах — преподаватель кафедры философии Полтавского кооперативного института.
В 1991-1994 годах — начальник бюро маркетинга Полтавского электромеханического завода.
С февраля 1994 по мая 2002 года работал в коммерческих структурах Одессы и Киева.
С мая 2002 по июнь 2003 года — директор представительства «AS Nelgilin» (Эстония).
С июня 2003 по октябрь 2005 года — заместитель директора представительства «AS Nelgilin» (Эстония).
С декабря 2005 по июнь 2007 года — генеральный директор ООО «Арена риелти групп».
С июля 2007 года — начальник редакционно-издательского отдела ООО «Литера Лтд».

## Депутатская деятельность
С 23 ноября 2007 года — народный депутат Верховной Рады Украины 6-го созыва от Блока Литвина (Народная Партия, Трудовая партия Украины) по многомандатному общегосударственному округу (№ 19 в списке).
Член Комитета по вопросам экологической политики, природопользования и ликвидации последствий Чернобыльской катастрофы (с 12.2007).
Член фракции Блока Литвина (с 11.2007). Член Трудовой партии Украины.

## Болезнь и смерть
Игорь Головчено страдал ишемической болезнью сердца. В 2006 году ему была сделана операция аортокоронарного шунтирования, а в 2010 году была проведена операция по стентированию сосудов сердца.
Игорь Головчено умер 7 апреля 2012 года во время плавания в бассейне в фитнес-центре "5-Элемент" в Киеве.